# Hassan Raghab
Hassan Raghab (àrab: حسن رجب)  (Egipte, 1 de gener de 1909 - 1973) fou un futbolista egipci de la dècada de 1930.
Fou internacional amb la selecció d'Egipte amb la qual participà en la Copa del Món de futbol de 1934.
Pel que fa a clubs, destacà a Union Recreation Ithad.